# Zhendong, Chongqing
Zhendong (kinesiska: 镇东) är ett stadsdelsdistrikt i sydvästra Kina. Det ligger i stadsdistriktet Kaizhou i storstadsområdet Chongqing, omkring 250 kilometer nordost om det centrala stadsdistriktet Yuzhong. Antalet invånare är 18 819. Befolkningen består av 9 579 kvinnor och 9 240 män. Barn under 15 år utgör 21,0 %, vuxna 15-64 år 68 %, och äldre över 65 år 10,0 %.